# Illa de Dysilio
L'Illa de Dysilio (Ynys Dysilio en gal·lès, Church Island en anglès) és un petit illot enmig de l'estret de Menai en la costa d'Ynys Môn (Gal·les), a la qual l'uneix una calçada de pedra que es pot creuar a peu, tret de en les marees més altes. L'illa fa 1,1 hectàrees, totalment ocupades per l'atri i l'antiga (segle XV) església de Sant Tysilio (un religiós gal·lès del segle VII). El Sender Costaner d'Anglesey passa just a tocar del naixement de la calçada d'accés.